# Hybocoptus
Hybocoptus és un gènere d'aranyes araneomorfes de la subfamília Erigoninae, dins de la família Linyphiidae.
Fou descrit per primera vegada per Eugène Louis Simon l'any 1884.

## Distribució
Es pot trobar a Europa i el Nord d'Àfrica.

## Llista d'espècies
Segons The World Spider Catalog 12.0:
- Hybocoptus corrugis (O. Pickard-Cambridge, 1875) (Espècie tipus)
- Hybocoptus dubius Denis, 1950
- Hybocoptus ericicola (Simon, 1881)